# جزيرة الفنتازيا
جزيرة الفنتازيا (بالإنجليزية: Fantasy Island)‏ هو مسلسل دراما تم إنتاجه في الولايات المتحدة. بدأ عرضه في سنة 1977 على هيئة الإذاعة الأمريكية. بلغ عدد مواسم المسلسل 7 مواسم، بلغ عدد حلقاته 152 حلقة، وتبلغ مدة الحلقة الواحدة 48 دقيقة. تم بث المسلسل لأول مرة بتاريخ 14 يناير 1977 بينما تم بث آخر حلقة منه بتاريخ 19 مايو 1984. من بطولة ريكاردو مونتلبان وويندي شال.

## روابط خارجية
- جزيرة الفنتازيا على موقع IMDb (الإنجليزية)
- جزيرة الفنتازيا على موقع ميتاكريتيك (الإنجليزية)
- جزيرة الفنتازيا على موقع الموسوعة البريطانية (الإنجليزية)
- جزيرة الفنتازيا على موقع أول موفي (الإنجليزية)
- جزيرة الفنتازيا على موقع كينوبويسك (الروسية)
- جزيرة الفنتازيا على موقع ألو سيني (الفرنسية)
- جزيرة الفنتازيا على موقع قاعدة بيانات الفيلم (الإنجليزية)